# Угонщики
«Угонщики» — это анимационный сериал «стоп-моушн», адаптация первой книги Терри Пратчетта «трилогия Нома», выпущенной в Соединённом Королевстве студией Cosgrove Hall Films для телевидения,
а затем выпущенной на кассетах VHS в виде полнометражного фильма.
У Cosgrove Hall Films были планы снять мультфильм по следующим двух книгам в серии («Землекопы» (1990), «Крылья» (1990)),
но эти планы были отложены из-за смены руководства в начале 1990-х годов.
Сериал состоял из 13 десятиминутных эпизодов. В конце каждого эпизода будет клиффхангер (возможность выбора зрителем дальнейшего развития сюжета), и мультфильм будет продолжен на следующей неделе (в зависимости от выбора сюжетной линии зрителями).

## Сюжет
Масклин и его спутники отправляются на поиски нового места обитания и обнаруживают расу кочевников, живущих в универмаге («Универсального мира»), запланированном к сносу. Всё осложняется религией номов магазина, которая утверждает, что «магазин» это единственная «Вселенная», и отрицает существование «Снаружного Мира».
Масклин и его друзья учат всех желающий номов (жителей «Универсального мира») читать, чтобы находить нужную информацию. Далее отправляют разведчика Ангало в грузовике на разведку в «Снаружный мир», учат правила дорожного движения и придумывают способ управлять грузовиком с помощью верёвок и деревянных рычагов. В определённый момент все номы спускаются на погрузочную площадку и угоняют грузовик с продовольствием. Вскоре они прибывают на заброшенную каменоломню и начинают новую жизнь. В окрестностях каменоломни расположен аэропорт, где и летают самолёты, о которых Масклин старается узнать как можно больше, там он организует разведывательные вылазки и планирует следующий шаг на их пути домой…